# 奇莫雷 (科恰班巴省)
奇莫雷是玻利維亞的城鎮，位於該國中部，由科恰班巴省負責管轄，距離首府科恰班巴193公里，海拔高度243米，每年平均降雨量約2,300毫米，2010年人口7,485。